# 25e Satellite Awards
De uitreiking van de 25e Satellite Awards, waarbij prijzen werden uitgereikt in verschillende categorieën voor film en televisie uit het jaar 2020, vond plaats in Los Angeles op 15 februari 2021.

## Film – nominaties en winnaars
De nominaties werden bekendgemaakt op 1 februari 2021. De winnaars werden bekendgemaakt op 15 februari 2021.

### Beste dramafilm
- Nomadland
  - The Father
  - Ma Rainey's Black Bottom
  - Minari
  - Miss Juneteenth
  - One Night in Miami
  - Promising Young Woman
  - Sound of Metal
  - Tenet
  - The Trial of the Chicago 7

### Beste komische of muzikale film
- The Forty-Year-Old Version
  - Borat Subsequent Moviefilm
  - Hamilton
  - On the Rocks
  - Palm Springs
  - The Personal History of David Copperfield

### Beste geanimeerde of mixed media film
- Wolfwalkers
  - Accidental Luxuriance of the Translucent Watery Rebus
  - Demon Slayer: Kimetsu no Yaiba the Movie: Mugen Train
  - No.7 Cherry Lane
  - Over the Moon
  - Soul

### Beste regisseur
- Chloé Zhao – Nomadland
  - Lee Isaac Chung – Minari
  - David Fincher – Mank
  - Darius Marder – Sound of Metal
  - Aaron Sorkin – The Trial of the Chicago 7
  - Florian Zeller – The Father

### Beste acteur in een dramafilm
- Riz Ahmed – Sound of Metal als Ruben Stone
  - Chadwick Boseman – Ma Rainey's Black Bottom als Levee Green
  - Anthony Hopkins – The Father als Anthony
  - Delroy Lindo – Da 5 Bloods als Paul
  - Gary Oldman – Mank als Herman J. Mankiewicz
  - Steven Yeun – Minari als Jacob Yi

### Beste actrice in een dramafilm
- Frances McDormand – Nomadland as Fern
  - Viola Davis – Ma Rainey's Black Bottom als Ma Rainey
  - Vanessa Kirby – Pieces of a Woman als Martha Weiss
  - Sophia Loren – The Life Ahead als Madame Rosa
  - Carey Mulligan – Promising Young Woman als Cassandra "Cassie" Thomas
  - Kate Winslet – Ammonite als Mary Anning

### Beste acteur in een komische of muzikale film
- Sacha Baron Cohen – Borat Subsequent Moviefilm als Borat Sagdiyev
  - Lin-Manuel Miranda – Hamilton als Alexander Hamilton
  - Leslie Odom jr. – Hamilton als Aaron Burr
  - Dev Patel – The Personal History of David Copperfield als David Copperfield
  - Andy Samberg – Palm Springs als Nyles

### Beste actrice in een komisch of muzikale film
- Maria Bakalova – Borat Subsequent Moviefilm als Tutar Sagdiyev
  - Rashida Jones – On the Rocks als Laura Keane
  - Michelle Pfeiffer – French Exit als Frances Price
  - Margot Robbie – Birds of Prey als Harleen Quinzel / Harley Quinn
  - Meryl Streep – The Prom als Dee Dee Allen
  - Anya Taylor-Joy – Emma als Emma Woodhouse

### Beste acteur in een bijrol
- Chadwick Boseman – Da 5 Bloods als "Stormin'" Norman Earl Holloway
  - Kingsley Ben-Adir – One Night in Miami als Malcolm X
  - Sacha Baron Cohen – The Trial of the Chicago 7 als Abbie Hoffman
  - Brian Dennehy – Driveways als Del
  - Bill Murray – On the Rocks als Felix Keane
  - David Strathairn – Nomadland als David

### Beste actrice in een bijrol
- Amanda Seyfried – Mank als Marion Davies
  - Ellen Burstyn – Pieces of a Woman als Elizabeth Weiss
  - Olivia Colman – The Father als Anne
  - Nicole Kidman – The Prom als Angie Dickinson
  - Youn Yuh-jung – Minari als Soon-ja
  - Helena Zengel – News of the World als Johanna Leonberger / Cicada

### Beste origineel script
- Promising Young Woman – Emerald Fennell
  - Mank – Jack Fincher
  - Minari – Lee Isaac Chung
  - Palm Springs – Andy Siara
  - Soul – Pete Docter, Mike Jones en Kemp Powers
  - The Trial of the Chicago 7 – Aaron Sorkin

### Beste bewerkt script
- The Father – Christopher Hampton en Florian Zeller
  - The Life Ahead – Edoardo Ponti
  - Ma Rainey's Black Bottom – Ruben Santiago-Hudson
  - News of the World – Luke Davies en Paul Greengrass
  - Nomadland – Jessica Bruder and Chloé Zhao
  - One Night in Miami – Kemp Powers

### Beste documentaire
- Collective
  - Acasa, My Home
  - Circus of Books
  - Coup 53
  - Crip Camp
  - The Dissident
  - Gunda
  - MLK/FBI
  - A Most Beautiful Thing
  - The Truffle Hunters

### Beste niet-Engelstalige film
- La Llorona —  Guatemala
  - Druk (Another Round) —  Denemarken
  - Atlantis —  Oekraïne
  - Ya no estoy aquí (I'm No Longer Here) —  Mexico
  - Jallikattu —  India
  - Schwesterlein (My Little Sister) —  Zwitserland
  - Yangguang puzhao (A Sun) —  Taiwan
  - Tove —  Finland
  - Deux (Two of Us) —  Frankrijk

### Beste montage
- The Trial of the Chicago 7 – Alan Baumgarten
  - The Father – Yorgos Lamprinos
  - Mank – Kirk Baxter
  - Minari – Harry Yoon
  - Nomadland – Chloé Zhao
  - One Night in Miami – Tariq Anwar

### Beste cinematografie
- Mank – Erik Messerschmidt
  - The Midnight Sky – Martin Ruhe
  - News of the World – Dariusz Wolski
  - Nomadland – Joshua James Richards
  - One Night in Miami – Tami Reiker
  - Tenet – Hoyte van Hoytema

### Beste soundtrack
- The Midnight Sky – Alexandre Desplat
  - Mank – Trent Reznor en Atticus Ross
  - Minari – Emile Mosseri
  - News of the World – James Newton Howard
  - One Night in Miami – Terence Blanchard
  - Tenet – Ludwig Göransson

### Beste filmsong
- "Io sì (Seen)" – The Life Ahead – Niccolò Agliardi, Laura Pausini en Diane Warren
  - "Everybody Cries" – The Outpost – Larry Groupé, Rod Lurie en Rita Wilson
  - "Hear My Voice" – The Trial of the Chicago 7 – Daniel Pemberton en Celeste Waite
  - "The Other Side" – Trolls World Tour – Justin Timberlake
  - "Rocket to the Moon" – Over the Moon – Christopher Curtis, Marjorie Duffield en Helen Park
  - "Speak Now" from" – One Night in Miami – Sam Ashworth en Leslie Odom jr.

### Beste kostuums
- The Personal History of David Copperfield – Suzie Harman en Robert Worley
  - Emma – Alexandra Byrne
  - Mank – Trish Summerville
  - Ma Rainey's Black Bottom – Ann Roth
  - Mulan – Bina Daigeler
  - One Night in Miami – Francine Jamison-Tanchuck

### Beste Art Direction en Production Design
- Mank – Donald Graham Burt], Chris Craine, Jan Pascale en Dan Webster
  - The Midnight Sky – James D. Bissell en John Bush
  - Mulan – Anne Kuljian en Grant Major
  - One Night in Miami – Page Buckner, Barry Robinson en Mark Zuelzke
  - The Personal History of David Copperfield – Cristina Casali en Charlotte Dirickx
  - The Prom – Jamie Walker McCall en Gene Serdena

### Beste visuele effecten
- Tenet – Andrew Jackson
  - Birds of Prey – Thrain Shadbolt en Kevin Souls
  - Greyhound – Peter Bebb en Nathan McGuinness
  - Mank – Mathew Cowie, Erin Dusseault, Pablo Helman en Flannery Huntley
  - The Midnight Sky – Mark Bakowski, Jill Brooks en Georgina Street
  - Mulan – Sean Andrew Faden

### Beste geluidseffecten
- Sound of Metal – Jaime Baksht, Nicolas Becker, Phillip Bladh, Carlos Cortés, Michelle Couttolenc en Carolina Santana
  - Mank – Ren Klyce, Drew Kunin, Jeremy Molod, Nathan Nance, en David Parker
  - The Midnight Sky – Todd Beckett, Danny Hambrook, Dan Hiland, Bjorn Ole Schroeder en Randy Thom
  - Nomadland – Sergio Díaz, Zach Seivers en M. Wolf Snyder
  - The Prom – David Giammarco, Gary Megregian, Steve A. Morrow, en Mark Paterson
  - Tenet – Willie D. Burton, Richard King, Kevin O'Connell en Gary Rizzo

## Films met meerdere nominaties
De volgende films ontvingen meerdere nominaties:
| Nominaties | Film                                      | Awards |
| ---------- | ----------------------------------------- | ------ |
| 11         | Mank                                      | 3      |
| 9          | One Night in Miami                        |        |
| 8          | Nomadland                                 | 3      |
| 7          | Minari                                    |        |
| 6          | The Father                                | 1      |
| 6          | The Trial of the Chicago 7                | 2      |
| 5          | Ma Rainey's Black Bottom                  |        |
| 5          | The Midnight Sky                          | 1      |
| 5          | Tenet                                     | 1      |
| 4          | News of the World                         |        |
| 4          | The Personal History of David Copperfield | 1      |
| 4          | The Prom                                  |        |
| 4          | Sound of Metal                            | 2      |
| 3          | Borat Subsequent Moviefilm                | 2      |
| 3          | Hamilton                                  |        |
| 3          | The Life Ahead                            |        |
| 3          | Mulan                                     |        |
| 3          | On the Rocks                              |        |
| 3          | Palm Springs                              |        |
| 3          | Promising Young Woman                     | 1      |
| 2          | Birds of Prey                             |        |
| 2          | Da 5 Bloods                               | 1      |
| 2          | Emma                                      |        |
| 2          | Over the Moon                             |        |
| 2          | Pieces of a Woman                         |        |
| 2          | Soul                                      |        |

## Televisie – nominaties en winnaars

### Beste dramaserie
- Better Call Saul – AMC
  - Billions – Showtime
  - The Crown – Netflix
  - Killing Eve – BBC America
  - Ozark – Netflix
  - P-Valley – Starz

### Beste komische of muzikale serie
- Schitt's Creek – Netflix
  - The Boys – Prime Video
  - Dead to Me – Netflix
  - Insecure – HBO
  - Ramy – Hulu
  - What We Do in the Shadows – FX

### Beste genre-serie
- The Haunting of Bly Manor – Netflix
  - Evil – CBS
  - His Dark Materials – HBO
  - The Mandalorian – Disney+
  - The Outsider – HBO
  - Pennyworth – Epix

### Beste miniserie
- The Good Lord Bird – Showtime
  - Mrs. America – FX on Hulu
  - Normal People – Hulu
  - The Queen's Gambit – Netflix
  - Small Axe – BBC One / Prime Video
  - The Undoing – HBO
  - Unorthodox – Netflix

### Beste acteur in een genre/dramaserie
- Bob Odenkirk – Better Call Saul als Jimmy McGill / Saul Goodman / Gene Takavic
  - Jason Bateman – Ozark als Martin "Marty" Byrde
  - Damian Lewis – Billions als Robert "Bobby" Axelrod
  - Tobias Menzies – The Crown als Prince Philip, Duke of Edinburgh
  - Regé-Jean Page – Bridgerton als Simon Basset
  - Matthew Rhys – Perry Mason als Perry Mason

### Beste actrice in een genre/dramaserie
- Olivia Colman – The Crown als Queen Elizabeth II
  - Caitriona Balfe – Outlander als Claire Fraser
  - Phoebe Dynevor – Bridgerton als Daphne Bridgerton
  - Laura Linney – Ozark als Wendy Byrde
  - Sandra Oh – Killing Eve als Eve Polastri
  - Maggie Siff – Billions als Wendy Rhoades

### Beste acteur in een komische of muzikale serie
- Eugene Levy – Schitt's Creek als Johnny Rose
  - Dave Burd – Dave als Zichzelf
  - Ricky Gervais – After Life als Tony Johnson
  - Nicholas Hoult – The Great als Peter III of Russia
  - Jason Sudeikis – Ted Lasso als Ted Lasso
  - Ramy Youssef – Ramy als Ramy Hassan

### Beste actrice in een komische of muzikale serie
- Elle Fanning – The Great als Catherine the Great
  - Christina Applegate – Dead to Me als Jen Harding
  - Linda Cardellini – Dead to Me als Judy Hale
  - Zoë Kravitz – High Fidelity als Robyn "Rob" Brooks
  - Catherine O'Hara – Schitt's Creek als Moira Rose
  - Issa Rae – Insecure als Issa Dee

### Beste acteur in een televisiefilm of miniserie
- Ethan Hawke – The Good Lord Bird als John Brown
  - John Boyega – Small Axe als Leroy Logan
  - Bryan Cranston – Your Honor als Michael Desiato
  - Hugh Grant – The Undoing als Jonathan Fraser
  - Hugh Jackman – Bad Education als Frank Tassone
  - Chris Rock – Fargo as Loy Cannon
  - Mark Ruffalo – I Know This Much Is True als Dominick en Thomas Birdsey

### Beste actrice in een televisiefilm of miniserie
- Cate Blanchett – Mrs. America als Phyllis Schlafly
  - Shira Haas – Unorthodox als Esther "Esty" Shapiro
  - Nicole Kidman – The Undoing als Grace Fraser
  - Anya Taylor-Joy – The Queen's Gambit als Beth Harmon
  - Letitia Wright – Small Axe als Altheia Jones-LeCointe
  - Zendaya – Euphoria als Rue Bennett

### Beste acteur in een bijrol in een serie, miniserie of televisiefilm
- Jeff Wilbusch – Unorthodox als Moishe Lefkovitch
  - Joshua Caleb Johnson – The Good Lord Bird als Henry "Onion" Shackleford
  - Josh O'Connor – The Crown als Charles, Prince of Wales
  - Tom Pelphrey – Ozark als Ben Davis
  - Donald Sutherland – The Undoing als Franklin Reinhardt
  - Ben Whishaw – Fargo als Rabbi Milligan

### Beste actrice in een bijrol in een serie, miniserie of televisiefilm
- Tracey Ullman – Mrs. America als Betty Friedan
  - Gillian Anderson – The Crown als Margaret Thatcher
  - Jessie Buckley – Fargo als Oraetta Mayflower
  - Emma Corrin – The Crown als Diana, Princess of Wales
  - Hope Davis – Your Honor als Gina Baxter
  - Noma Dumezweni – The Undoing as Haley Fitzgerald

### Beste televisiefilm
- The Clark Sisters: First Ladies of Gospel – Lifetime
  - Bad Education – HBO
  - Sylvie's Love – Amazon Studios
  - Uncle Frank – Amazon Studios

## Series met meerdere nominaties
De volgende series ontvingen meerdere nominaties:
| Nominaties | Televisieprogramma | Awards |
| ---------- | ------------------ | ------ |
| 6          | The Crown          | 1      |
| 5          | The Undoing        |        |
| 4          | Ozark              |        |
| 3          | Billions           |        |
| 3          | Dead to Me         |        |
| 3          | Fargo              |        |
| 3          | The Good Lord Bird | 3      |
| 3          | Mrs. America       | 2      |
| 3          | Schitt's Creek     | 2      |
| 3          | Small Axe          |        |
| 3          | Unorthodox         | 1      |
| 2          | Bad Education      |        |
| 2          | Better Call Saul   | 2      |
| 2          | Bridgerton         |        |
| 2          | The Great          | 1      |
| 2          | Insecure           |        |
| 2          | Killing Eve        |        |
| 2          | The Queen's Gambit |        |
| 2          | Ramy               |        |
| 2          | Your Honor         |        |

## Special achievement awards
- Auteur Award (for "singular vision and unique artistic control over the elements of production") – Emerald Fennell (Promising Young Woman)
- Humanitarian Award (for "making a difference in the lives of those in the artistic community and beyond") – Mark Wahlberg
- Mary Pickford Award (for "outstanding contribution to the entertainment industry") – Tilda Swinton
- Nikola Tesla Award (for "visionary achievement in filmmaking technology") – Dick Pope
- Best First Feature – Channing Godfrey Peoples (Miss Juneteenth)
- Stunt Performance Award – Gaëlle Cohen
- Ensemble: Motion Picture – The Trial of the Chicago 7
- Ensemble: Television – The Good Lord Bird